# Bistum Campina Grande
Das Bistum Campina Grande (lat.: Dioecesis Campinae Grandis) ist eine in Brasilien gelegene römisch-katholische Diözese mit Sitz in Campina Grande im Bundesstaat Paraíba. 

## Geschichte
Das Bistum Campina Grande wurde am 14. Mai 1949 durch Papst Pius XII. aus Gebietsabtretungen des Erzbistums Paraíba errichtet und diesem als Suffraganbistum unterstellt. Am 17. Januar 1959 gab das Bistum Campina Grande Teile seines Territoriums zur Gründung des Bistums Patos ab.

## Bischöfe von Campina Grande
- Anselmo Pietrulla OFM, 1949–1955, dann Bischof von Tubarão
- Otàvio Barbosa Aguiar, 1956–1962, dann Bischof von Palmeira dos Índios
- Manuel Pereira da Costa, 1962–1981
- Luís Gonzaga Fernandes, 1981–2001
- Matias Patrício de Macêdo, 2001–2003, dann Erzbischof von Natal
- Jaime Vieira Rocha, 2005–2011, dann Erzbischof von Natal
- Manoel Delson Pedreira da Cruz OFMCap, 2012–2017, dann Erzbischof von Paraíba
- Dulcênio Fontes de Matos, seit 2017